# Observatori d'Ōizumi
L'Observatori d'Ōizumi és un observatori astronòmic privat en el qual Takao Kobayashi ha fet descobriments de nombrosos planetes menors. Aquest observatori està situat a Ōizumi, Prefectura de Gunma, Japó.